# Cupa Campionilor Europeni 1969-1970
Ediția a cincisprezecea a Cupei Campionilor Europeni, desfășurată în sezonul 1969-1970 a fost câștigată, pentru prima dată, de Feyenoord Rotterdam care a învins în finală pe Celtic FC Glasgow. Deținătoarea trofeului, AC Milan a fost eliminată în optimi de Feynoord. În meciul retur al semifinalei dintre Leeds United AFC și Celtic FC Glasgow, meci disputat pe Hampden Park s-a înregistrat recordul absolut de spectatori (133.961) într-un meci de cupă europeană.

## Preliminarii
| Echipa 1         | Total | Echipa 2             | Turul I | Turul II |
| ---------------- | ----- | -------------------- | ------- | -------- |
| Turun Palloseura | 0 – 5 | Kjøbenhavns Boldklub | 0 – 1   | 0 – 4    |

### Turul I
| Turun Palloseura | 0 – 1   | Kjøbenhavns Boldklub |
| ---------------- | ------- | -------------------- |
|                  | Detalii | Skouborg 58'         |

### Turul II
| Kjøbenhavns Boldklub                 | 4 – 0   | Turun Palloseura |
| ------------------------------------ | ------- | ---------------- |
| Skouborg 4', 42' Brage 60' Præst 87' | Detalii |                  |

Kjøbenhavns Boldklub s-a calificat cu scorul general 5–0.

## Șaisprezecimi de finală
| Echipa 1                     | Total  | Echipa 2                  | Turul I | Turul II |
| ---------------------------- | ------ | ------------------------- | ------- | -------- |
| AC Milan                     | 8 – 0  | FC Avenir Beggen          | 5 – 0   | 3 – 0    |
| UTA Arad                     | 1 – 10 | CWKS Legia Varșovia       | 1 – 2   | 0 – 8    |
| CSKA Cherveno Zname          | 3 – 5  | Ferencvárosi TC Budapesta | 2 – 1   | 1 – 4    |
| FC Vorwärts Berlin           | 3 – 1  | Panathinaikos FC Atena    | 2 – 0   | 1 – 1    |
| Hibernians FC Paola          | 2 – 6  | Spartak TAZ Trnava        | 2 – 2   | 0 – 4    |
| FC Steaua Roșie Belgrad      | 12 – 2 | Linfield FC Belfast       | 8 – 0   | 4 – 2    |
| Galatasaray SK Istanbul      | 5 – 2  | Waterford United FC       | 2 – 0   | 3 – 2    |
| Royal Standard de Liège      | 4 – 1  | KS 17 Nëntori Tirana      | 3 – 0   | 1 – 1    |
| FC Basel                     | 0 – 2  | Celtic FC Glasgow         | 0 – 0   | 0 – 2    |
| FC Bayern München eV         | 2 – 3  | AS Saint-Étienne          | 2 – 0   | 0 – 3    |
| FK Austria Viena             | 2 – 5  | FC Dinamo Kiev            | 1 – 2   | 1 – 3    |
| Knattspyrnufélag Reykjavíkur | 2 – 16 | Feyenoord Rotterdam       | 2 – 12  | 0 – 4    |
| Leeds United AFC             | 16 – 0 | FC Lyn Oslo               | 10 – 0  | 6 – 0    |
| AC Fiorentina SpA            | 3 – 1  | Östers IF Växjö           | 1 – 0   | 2 – 1    |
| SL Benfica                   | 5 – 2  | Kjøbenhavns Boldklub      | 2 – 0   | 3 – 2    |
| Olympiakos Nicosia           | 1 – 14 | Real Madrid CF            | 0 – 8   | 1 – 6    |

### Turul I
| AC Milan                                               | 5 – 0   | FC Avenir Beggen |
| ------------------------------------------------------ | ------- | ---------------- |
| Prati 15', 63' Rivera 59' (pen) Rognoni 61' Combin 79' | Detalii |                  |

| UTA Arad            | 1 – 2   | CWKS Legia Varșovia       |
| ------------------- | ------- | ------------------------- |
| Domide 8' Bakos 14' | Detalii | Żmijewski 67' Gadocha 75' |

| CSKA Cherveno Zname | 2 – 1   | Ferencvárosi TC Budapesta |
| ------------------- | ------- | ------------------------- |
| Zhekov 9', 53'      | Detalii | Rákosi 75'                |

| FC Vorwärts Berlin  | 2 – 0   | Panathinaikos FC Atena |
| ------------------- | ------- | ---------------------- |
| Piepenburg 54', 63' | Detalii | Gonios 60'             |

| Hibernians FC Paola    | 2 – 2   | Spartak TAZ Trnava         |
| ---------------------- | ------- | -------------------------- |
| Cassar 57' Bonello 80' | Detalii | Adamec 59' Martinkovič 75' |

| FC Steaua Roșie Belgrad                                                            | 8 – 0   | Linfield FC Belfast |
| ---------------------------------------------------------------------------------- | ------- | ------------------- |
| Karasi 5', 30' (pen), 35' Lazarević 9' Klenkovski 25' Aćimović 70' Džajić 71', 81' | Detalii |                     |

| Galatasaray SK Istanbul | 2 – 0   | Waterford United FC |
| ----------------------- | ------- | ------------------- |
| Özdenak 20', 43'        | Detalii |                     |

| Royal Standard de Liège | 3 – 0   | 17 Nëntori Tirana |
| ----------------------- | ------- | ----------------- |
| Depireux 24', 42', 48'  | Detalii |                   |

| Basel | 0 – 0   | Celtic FC Glasgow |
| ----- | ------- | ----------------- |
|       | Detalii |                   |

| FC Bayern München eV    | 2 – 0   | AS Saint-Étienne |
| ----------------------- | ------- | ---------------- |
| Brenninger 22' Roth 53' | Detalii |                  |

| FK Austria Viena             | 1 – 2   | FC Dinamo Kiev                                     |
| ---------------------------- | ------- | -------------------------------------------------- |
| Riedl 27' Fröhlich Fiala 72' | Detalii | Puzach Serebryanikov 51' Byshovets 55' Muntyan 58' |

| Knattspyrnufélag Reykjavíkur  | 2 – 12  | Feyenoord Rotterdam                                                                                         |
| ----------------------------- | ------- | --- |
| Baldvinsson 75' Björnsson 83' | Detalii | Kindvall 3', 31', 65' Romeijn 13' van Duivenbode 16' Wery 25' Geels 33', 62', 73', 88' van Hanegem 39', 87' |

| Leeds United AFC                                                             | 10 – 0  | FC Lyn Oslo |
| ---------------------------------------------------------------------------- | ------- | ----------- |
| O'Grady 1' Jones 4', 9', 60' Clarke 19', 47' Giles 34', 51' Bremner 65', 88' | Detalii |             |

| AC Fiorentina SpA | 1 – 0   | Öster IF Växjö          |
| ----------------- | ------- | ----------------------- |
| Maraschi 45' 65'  | Detalii | Bergstrand 45' Bild 45' |

| SL Benfica       | 2 – 0   | Kjøbenhavns Boldklub |
| ---------------- | ------- | -------------------- |
| Eusébio 39', 40' | Detalii |                      |

| Olympiakos Nicosia | 0 – 8   | Real Madrid CF                                                             |
| ------------------ | ------- | -------------------------------------------------------------------------- |
|                    | Detalii | Amancio 5' Gento 18' Grosso 23', 55' Fleitas 47', 52' Grande 60' Pirri 63' |

### Turul II
| FC Avenir Beggen | 0 – 3   | AC Milan                          |
| ---------------- | ------- | --------------------------------- |
|                  | Detalii | Combin 19' Sormani 73' Rivera 89' |

AC Milan s-a calificat cu scorul general 8–0.
| Feyenoord Rotterdam              | 4 – 0   | KR |
| -------------------------------- | ------- | -- |
| Kindvall 11', 14' Geels 65', 84' | Detalii |    |

Feyenoord s-a calificat cu scorul general 16–2.
| Real Madrid CF                                                                          | 6 – 1   | Olympiakos Nicosia |
| --------------------------------------------------------------------------------------- | ------- | ------------------ |
| De Diego 10', 74' Planelles 20' Benito 33' Grande 42' Avraamidis 51' (a.g.) Fleitas 87' | Detalii | Kettenis 26'       |

Real Madrid s-a calificat cu scorul general 14–1.
| KS 17 Nëntori Tirana              | 1 – 1   | Royal Standard de Liège  |
| --------------------------------- | ------- | ------------------------ |
| Dhales 55' Kasmi 69' Kazanxhi 90' | Detalii | Galić 41' 66' · Jeck 90' |

Royal Standard de Liège s-a calificat cu scorul general 4–1.
| Spartak TAZ Trnava                | 4 – 0   | Hibernians FC Paola |
| --------------------------------- | ------- | ------------------- |
| Hrušecký 12' Adamec 64', 78', 84' | Detalii |                     |

Spartak TAZ Trnava s-a calificat cu scorul general 6–2.
| CWKS Legia Varșovia                                                                               | 8 – 0   | UTA Arad  |
| ------------------------------------------------------------------------------------------------- | ------- | --------- |
| Blaut 50' Gadocha 70', 74' Brychczy 73' Stachurski 78' Deyna 81' Żmijewski 82' Pieszko 85' (pen.) | Detalii | Bakos 52' |

CWKS Legia Varșovia s-a calificat cu scorul general 10–1.
| Waterford United FC | 2 – 3   | Galatasaray SK Istanbul                    |
| ------------------- | ------- | ------------------------------------------ |
| Buck 58' Morley 74' | Detalii | Köken 29' Özdenak 34' 65' Elmastașoğlu 70' |

Galatasaray SK Istanbul s-a calificat cu scorul general 5–2.
| Ferencvárosi TC Budapesta                       | 4 – 1   | CSKA Cherveno Zname        |
| ----------------------------------------------- | ------- | -------------------------- |
| Szőke 3', 83' (pen.) Branikovits 16' Rákosi 60' | Detalii | Marashliev 27' Yakimov 71' |

Ferencváros s-a calificat cu scorul general 5–3.
| Dinamo Kiev                          | 3 – 1   | Austria Viena |
| ------------------------------------ | ------- | ------------- |
| Muntyan 47' Byshovets 86' Puzach 88' | Detalii | Parits 18'    |

FC Dinamo Kiev s-a calificat cu scorul general 5–2.
| FC Lyn Oslo | 0 – 6   | Leeds United AFC                                       |
| ----------- | ------- | ------------------------------------------------------ |
|             | Detalii | Belfitt 6', 20' Jones 30' Hibbitt 54', 70' Lorimer 67' |

Leeds United AFC s-a calificat cu scorul general 16–0.
| Östers IF Växjö | 1 – 2   | AC Fiorentina SpA         |
| --------------- | ------- | ------------------------- |
| Fjordestam 5'   | Detalii | Amarildo 43' Esposito 71' |

AC Fiorentina SpA s-a calificat cu scorul general 3–1.
| Kjøbenhavns Boldklub    | 2 – 3   | SL Benfica                    |
| ----------------------- | ------- | ----------------------------- |
| Skouborg 25' (pen), 90' | Detalii | Eusébio 1' Diamantino 4', 21' |

SL Benfica s-a calificat cu scorul general 5–2.
| Panathinaikos FC Atena       | 1 – 1   | FC Vorwärts Berlin |
| ---------------------------- | ------- | ------------------ |
| Antoniadis 10' Dimitriou 75' | Detalii | Laslop 82'         |

FC Vorwärts Berlin s-a calificat cu scorul general 3–1.
| AS Saint-Étienne             | 3 – 0   | FC Bayern München eV |
| ---------------------------- | ------- | -------------------- |
| H. Revelli 2', 59' Keïta 81' | Detalii |                      |

AS Saint-Étienne s-a calificat cu scorul general 3–2.
| Linfield FC Belfast | 2 – 4   | FC Steaua Roșie Belgrad        |
| ------------------- | ------- | ------------------------------ |
| McGraw 19', 36'     | Detalii | Antonijević 44', 67', 72', 75' |

FC Steaua Roșie Belgrad s-a calificat cu scorul general 12–2.
| Celtic FC Glasgow   | 2 – 0   | FC Basel |
| ------------------- | ------- | -------- |
| Hood 1' Gemmell 70' | Detalii |          |

Celtic s-a calificat cu scorul general 2–0.

## Optimi de finală
| Echipa 1                | Total | Echipa 2                  | Turul I | Turul II |
| ----------------------- | ----- | ------------------------- | ------- | -------- |
| FC Vorwärts Berlin      | 4 – 4 | FC Steaua Roșie Belgrad   | 2 – 1   | 2 – 3    |
| Spartak TAZ Trnava      | 1 – 1 | Galatasaray SK Istanbul   | 1 – 0   | 0 – 1    |
| AC Milan                | 1 – 2 | Feyenoord Rotterdam       | 1 – 0   | 0 – 2    |
| FC Dinamo Kiev          | 1 – 2 | AC Fiorentina SpA         | 1 – 2   | 0 – 0    |
| CWKS Legia Varșovia     | 3 – 1 | AS Saint-Étienne          | 2 – 1   | 1 – 0    |
| Celtic FC Glasgow       | 3 – 3 | SL Benfica                | 3 – 0   | 0 – 3    |
| Leeds United AFC        | 6 – 0 | Ferencvárosi TC Budapesta | 3 – 0   | 3 – 0    |
| Royal Standard de Liège | 4 – 2 | Real Madrid CF            | 1 – 0   | 3 – 2    |

### Turul I
| FC Vorwärts Berlin       | 2 – 1   | FC Steaua Roșie Belgrad      |
| ------------------------ | ------- | ---------------------------- |
| Fräßdorf 31' Begerad 67' | Detalii | Antonijević 15' Arnejčić 64' |

| Spartak TAZ Trnava | 1 – 0   | Galatasaray SK Istanbul |
| ------------------ | ------- | ----------------------- |
| Kabát 53'          | Detalii | Özkarslı 67'            |

| AC Milan  | 1 – 0   | Feyenoord Rotterdam |
| --------- | ------- | ------------------- |
| Combin 9' | Detalii | Laseroms 45'        |

| FC Dinamo Kiev    | 1 – 2   | AC Fiorentina SpA         |
| ----------------- | ------- | ------------------------- |
| Serebryanikov 57' | Detalii | Chiarugi 36' Maraschi 69' |

| CWKS Legia Varșovia   | 2 – 1   | AS Saint-Étienne |
| --------------------- | ------- | ---------------- |
| Pieszko 78' Deyna 82' | Detalii | H. Revelli 38'   |

| Celtic FC Glasgow                           | 3 – 0   | SL Benfica |
| ------------------------------------------- | ------- | ---------- |
| Gemmell 2' Wallace 14' Hood 70' Murdoch 74' | Detalii | Coelho 48' |

| Leeds United AFC        | 3 – 0   | Ferencvárosi TC Budapesta |
| ----------------------- | ------- | ------------------------- |
| Giles 1' Jones 13', 35' | Detalii |                           |

| Royal Standard de Liège | 1 – 0   | Real Madrid CF |
| ----------------------- | ------- | -------------- |
| Kostedde 42'            | Detalii |                |

### Turul II
| FC Steaua Roșie Belgrad      | 3 – 2   | FC Vorwärts Berlin |
| ---------------------------- | ------- | ------------------ |
| Karasi 35', 64' Aćimović 60' | Detalii | Begerad 12', 56'   |

La scorul general 4–4, FC Vorwärts Berlin s-a calificat datorită numărului mai mare de goluri marcate în deplasare.
| AS Saint-Étienne | 0 – 1   | CWKS Legia Varșovia |
| ---------------- | ------- | ------------------- |
|                  | Detalii | Deyna 85'           |

CWKS Legia Varșovia s-a calificat cu scorul general 3–1.
| Ferencvárosi TC Budapesta | 0 – 3   | Leeds United AFC                |
| ------------------------- | ------- | ------------------------------- |
|                           | Detalii | Novák 35' Jones 80' Lorimer 88' |

Leeds United AFC s-a calificat cu scorul general 6–0.
| Galatasaray SK Istanbul | 1 – 0 (d.p.) | Spartak Trnava |
| ----------------------- | ------------ | -------------- |
| Acuner 63'              | Detalii      |                |

La scorul general 1–1, Galatasaray SK Istanbul s-a calificat în urma tragerii la sorți.
| AC Fiorentina SpA | 0 – 0   | FC Dinamo Kiev |
| ----------------- | ------- | -------------- |
|                   | Detalii | Medvid         |

AC Fiorentina SpA s-a calificat cu scorul general 2–1.
| Feyenoord Rotterdam       | 2 – 0   | Milan |
| ------------------------- | ------- | ----- |
| Jansen 6' van Hanegem 82' | Detalii |       |

Feyenoord Rotterdam s-a calificat cu scorul general 2–1.
| SL Benfica                           | 3 – 0 (d.p.) | Celtic FC Glasgow |
| ------------------------------------ | ------------ | ----------------- |
| Eusébio 35' Graça 40' Diamantino 90' | Detalii      |                   |

La scorul general 3–3, SL Benfica s-a calificat în urma tragerii la sorți.
| Real Madrid CF                 | 2 – 3   | Standard Liège                              |
| ------------------------------ | ------- | ------------------------------------------- |
| Velázquez 20' Gento 47' (pen.) | Detalii | Pilot 8' Depireux 25' Galić 69' Beurlet 83' |

Standard Liège s-a calificat cu scorul general 4–2.

## Sferturi de finală
| Echipa 1                | Total | Echipa 2            | Turul I | Turul II |
| ----------------------- | ----- | ------------------- | ------- | -------- |
| FC Vorwärts Berlin      | 1 – 2 | Feyenoord Rotterdam | 1 – 0   | 0 – 2    |
| Galatasaray SK Istanbul | 1 – 3 | CWKS Legia Varșovia | 1 – 1   | 0 – 2    |
| Royal Standard de Liège | 0 – 2 | Leeds United AFC    | 0 – 1   | 0 – 1    |
| Celtic FC Glasgow       | 3 – 1 | AC Fiorentina SpA   | 3 – 0   | 0 – 1    |

### Turul I
| FC Vorwärts Berlin | 1 – 0   | Feyenoord Rotterdam |
| ------------------ | ------- | ------------------- |
| Piepenburg 59'     | Detalii |                     |

| Galatasaray SK Istanbul      | 1 – 1   | CWKS Legia Varșovia |
| ---------------------------- | ------- | ------------------- |
| Çeloviç 17' Elmastașoğlu 47' | Detalii | Brychczy 37'        |

| Royal Standard de Liège | 0 – 1   | Leeds United AFC |
| ----------------------- | ------- | ---------------- |
|                         | Detalii | Lorimer 70'      |

| Celtic FC Glasgow                   | 3 – 0   | AC Fiorentina SpA |
| ----------------------------------- | ------- | ----------------- |
| Auld 30' Carpenetti 70' Wallace 89' | Detalii |                   |

### Turul II
| CWKS Legia Varșovia | 2 – 0   | Galatasaray SK Istanbul |
| ------------------- | ------- | ----------------------- |
| Brychczy 10', 55'   | Detalii | Günalp 32'              |

CWKS Legia Varșovia s-a calificat cu scorul general 3–1.
| Feyenoord Rotterdam   | 2 – 0   | FC Vorwärts Berlin |
| --------------------- | ------- | ------------------ |
| Kindvall 47' Wery 69' | Detalii |                    |

Feyenoord Rotterdam s-a calificat cu scorul general 2–1.
| Leeds United AFC             | 1 – 0   | Royal Standard de Liège |
| ---------------------------- | ------- | ----------------------- |
| Giles 80' (pen) Charlton 82' | Detalii | Galić 82'               |

Leeds United AFC s-a calificat cu scorul general 2–0.
| AC Fiorentina SpA      | 1 – 0   | Celtic FC Glasgow |
| ---------------------- | ------- | ----------------- |
| Rogora 2' Chiarugi 37' | Detalii | McNeill 35'       |

Celtic FC Glasgow s-a calificat cu scorul general 3–1.

## Semifinale
| Echipa 1            | Total | Echipa 2            | Turul I | Turul II |
| ------------------- | ----- | ------------------- | ------- | -------- |
| CWKS Legia Varșovia | 0 – 2 | Feyenoord Rotterdam | 1 – 0   | 0 – 2    |
| Leeds United AFC    | 1 – 3 | Celtic FC Glasgow   | 0 – 1   | 1 – 2    |

### Turul I
| CWKS Legia Varșovia | 0 – 0   | Feyenoord Rotterdam |
| ------------------- | ------- | ------------------- |
|                     | Detalii |                     |

| Leeds United AFC | 0 – 1   | Celtic FC Glasgow |
| ---------------- | ------- | ----------------- |
|                  | Detalii | Connelly 1'       |

### Turul II
| Feyenoord Rotterdam          | 2 – 0   | CWKS Legia Varșovia |
| ---------------------------- | ------- | ------------------- |
| van Hanegem 3' 62' Hasil 30' | Detalii |                     |

Feyenoord Rotterdam s-a calificat cu scorul general 2–0.
| Celtic FC Glasgow      | 2 – 1   | Leeds United AFC |
| ---------------------- | ------- | ---------------- |
| Hughes 47' Murdoch 51' | Detalii | Bremner 14'      |

Celtic FC Glasgow s-a calificat cu scorul general 3–1.

## Finala
| Feyenoord Rotterdam | Feyenoord Rotterdam | Celtic FC Glasgow | Celtic FC Glasgow | Așezarea echipelor                                              |
| | \| Finala \| \| 6 mai 1970, ora 21:00 la Milano (San Siro) \| \| Scor: 2:1 (d.p.) (1:1, 1:1) \| \| Spectatori: 53.187 \| \| Arbitru: Concetto Lo Bello (Italia) \| \| Detalii \|                          | \| Finala \| \| 6 mai 1970, ora 21:00 la Milano (San Siro) \| \| Scor: 2:1 (d.p.) (1:1, 1:1) \| \| Spectatori: 53.187 \| \| Arbitru: Concetto Lo Bello (Italia) \| \| Detalii \| |                   | Așezarea echipelor Feyenoord Rotterdam versus Celtic FC Glasgow |
| Eddy Pieters Graafland – Piet Romeijn (106 Guus Haak), Theo Laseroms, Rinus Israël , Theo van Duivenbode – Wim Jansen - Franz Hasil, Wim van Hanegem – Henk Wery Ove Kindvall, Coen Moulijn Antrenor: Ernst Happel | Evan Williams – Davie Hay, Billy McNeill , Jim Brogan, Tommy Gemmell – Bobby Murdoch, Bertie Auld (78 George Connelly) – Bobby Lennox, William Wallace, John Hughes, Jimmy Johnstone Antrenor: Jock Stein | |                   | Așezarea echipelor Feyenoord Rotterdam versus Celtic FC Glasgow |
| 1:1 Rinus Israël (32) 2:1 Ove Kindvall (115) | 0:1 Tommy Gemmell (30) | |                   | Așezarea echipelor Feyenoord Rotterdam versus Celtic FC Glasgow |
| Finala | | |                   |                                                                 |
| 6 mai 1970, ora 21:00 la Milano (San Siro) | | |                   |                                                                 |
| Scor: 2:1 (d.p.) (1:1, 1:1) | | |                   |                                                                 |
| Spectatori: 53.187 | | |                   |                                                                 |
| Arbitru: Concetto Lo Bello (Italia) | | |                   |                                                                 |
| Detalii | | |                   |                                                                 |

## Golgheteri
8 goluri
- Mick Jones (Leeds United AFC)

7 goluri
- Ove Kindvall (Feyenoord Rotterdam)

6 goluri
- Ruud Geels (Feyenoord Rotterdam)